# San Caralampio (Chiapas)
San Caralampio es una localidad del estado mexicano de Chiapas. Es parte del municipio de Frontera Comalapa.

## Toponimia
El nombre de la localidad hace referencia al santo patrono de la localidad: Caralampio Obispo.

## Demografía
| Gráfica de evolución demográfica |
|                                  |

| Censo | Población |
| ----- | --------- |
| 1940  | 116       |
| 1950  | 129       |
| 1960  | 558       |
| 1970  | 842       |
| 1980  | 1 330     |
| 1990  | 1 530     |
| 2000  | 1 498     |
| 2010  | 1 604     |
| 2020  | 1 747     |